# Arvire et Évélina
Représentations notables
- 1797 - King's Theatre, Londres - Traduction italienne par Lorenzo da Ponte, intitulée Evelina, or the Triumph of the English over the Romans[1]
- 1820 - Salle Favart, Opéra de Paris - Réduction en deux actes de Jean-Honoré Bertin (musique) et Guillaume Saulnier (paroles)[2].

Personnages
- Arvire, roi des Silures (basse-taille)
- Évélina, fille d'Arvire (soprano)
- Irvin, prince britannique, fils cadet d'Élfrida, reine de Lénox (ténor)
- Vellinus, prince britannique, fils aîné d'Élfrida, reine de Lénox (baryton)
- Messala, général romain (baryton)
- Modred, chef des druides (basse-taille)
- Un barde (ténor)
- Un romain (basse-taille)

Arvire et Évélina (ou, selon l'orthographe d'époque utilisée dans le livret original, Arvire et Evélina) est un opéra en français d'Antonio Sacchini, qui fut mis en scène pour la première fois à Paris, le 29 avril 1788, dans le cadre des programmes de l'Académie royale de musique. Elle a la forme d'une tragédie lyrique en trois actes, sur un livret de Nicolas-François Guillard et constitue la dernière œuvre écrite par Sacchini, restée inachevée en raison de la mort subite du compositeur en octobre 1786. La musique manquante a été ajoutée par le « batteur de mesure » (chef d'orchestre) de l'Opéra, Jean-Baptiste Rey.

## Genèse

### Le livret
Arvire et Évélina est le cinquième opéra français de Sacchini et le quatrième fruit de sa collaboration avec Guillard, son librettiste préféré à Paris. L'ouvrage est librement inspiré d'un événement historique : la résistance de l'ancien roi britannique Caratacus contre l'invasion romaine au premier siècle de notre ère. Guillard a basé son texte sur Caractacus, un poème dramatique de l'écrivain anglais William Mason, publié en 1759. Le poème s'était avéré être un véritable succès d'édition, grâce à la mode du monde celtique qui s'affirmait de plus en plus dans la seconde moitié du XVIIIe siècle, avec une référence particulière aux figures des anciens druides. Mason avait emprunté le nom du grand prêtre druide, Modred, au célèbre poème The Bard, de son ami Thomas Gray. En 1776, il avait adapté son œuvre pour une pièce à Covent Garden avec musique de scène de Thomas Arne.
Guillard a librement retravaillé le travail de Mason, en changeant l'intrigue et de nombreux détails. Par exemple, il a introduit le repentir final du « méchant » de la situation, Vellino, estimant que les goûts du public français exigeaient une fin heureuse, et, afin d'éviter une cacophonie ridicule en musique, il a radicalement changé la plupart des noms, arguant que le manque d'exactitude historique ne devait susciter guère d'inquiétude, étant donné qu'il s'agissait d'événements sans rapport avec l'histoire de la patrie française et en tout cas certainement peu connus en dehors des cercles spécialisés. Ainsi, Caratacus est devenu « Arvire », Elidurus « Irvin », Cartismandua « Élfrida », et Aulus Didius « Messala ».

### La mort de Sacchini et la partition inachevée
Sacchini avait déjà achevé la composition d'une grande partie de la partition d'Arvire au cours de l'année 1786, lorsqu'il créa plusieurs pièces au clavecin à sa patronne, Marie-Antoinette, reine de France. Puis, cependant, il devint l'objet d'intrigues de cour visant, avec succès, à empêcher l'exécution de son opéra précédent, l'Œdipe à Colone, à Fontainebleau. La déception qui s'ensuivit contribua probablement à provoquer sa mort subite le 7 octobre 1786, à l'âge de cinquante-six ans. Les circonstances dans lesquelles se déroule l'événement déterminent une vague de faveur du public parisien envers le compositeur et favorisent l'énorme succès qui accueille la première représentation publique de l'Œdipe à l'Opéra, en janvier 1787.
Dans cette situation, la direction de l'Académie Royale de Musique manifeste immédiatement son intérêt pour la mise en scène d'Arvire et Évélina, quoique le troisième acte soit en grande partie inachevé. Marie-Antoinette était impatiente de voir l'œuvre représentée et aurait souhaité que la tâche de l'achever soit confiée au compatriote et vieil ami de Sacchini, Niccolò Piccinni, malgré la rivalité qui les avait récemment divisés. Au contraire, la direction de l'Opéra, tenue par le compositeur Antoine Dauvergne, aurait préféré le musicien allemand Johann Christoph Vogel. Finalement, aucun des deux concurrents n'est choisi. L'honneur revient plutôt au directeur de l'orchestre du théâtre, Jean-Baptiste Rey. Sa plus grande force était d'avoir déjà la partition en main. En effet, il avait d'abord convaincu le propriétaire et le domestique de Sacchini de la lui donner en garde, empêchant ainsi toute saisie par les autorités. Puis, il avait prétendu avoir été mandaté directement par Sacchini sur son lit de mort, produisant, à titre de preuve, une donation à signature du compositeur. Bien que le document soit dénué de valeur légale, Rey parvient à l'emporter en faisant appel à la reine et aux sentiments xénophobes régnant dans les cercles de l'Opéra, qui n'aimaient guère que la mission puisse aller à un compositeur étranger. Évidemment, comme Melchior Grimm l'a noté avec ironie, il y avait ceux qui partageaient l'idée de Rey que « c'était une insulte faite aux musiciens français que de charger un Italien du soin d'achever l'ouvrage d'un compositeur italien ».

## Histoire du travail
Arvire et Évélina fut jouée pour la première fois le jeudi 29 avril 1788 et ne fut reprise que le 2 janvier 1789. Elle fut ensuite donnée dix autres fois la même année et sept en 1790. Entre 1792 et 1799, il y eut encore 14 représentations, suivies de 37 autres dans la période entre 1801 et 1810. L'œuvre fut ensuite retravaillée et réduite en deux actes à mettre en scène en conjonction avec d'autres œuvres au cours des ans 1820-1821. Il a été entendu pour la dernière fois à Paris en 1827, atteignant un total respectable de 95.
L'œuvre a été traduite en italien par Lorenzo Da Ponte et jouée au King's Theatre de Londres le 10 janvier 1797. Ce fut un succès, avec treize représentations cette année-là et cinq en 1798. Da Ponte a été félicité pour la fidélité inhabituelle de sa traduction. Il a également pu doubler ses bénéfices en publiant son propre livret traduit, sous le titre d'Evelina, or the Triumph of the English over the Romans, et en le mettant en vente au public du théâtre).

## Musique
Rey a complété la partition en réutilisant des extraits d'œuvres précédentes de Sacchini. Selon Spire Pitou, « trois ou quatre morceaux d'Arvire et Évélina sont devenus très populaires auprès du public, par exemple Le voila, ce héro qui combattait pour nous. Mais c'est l'air Ô jour affreux qui a frappé les spectateurs le plus profondément ».
De l'avis de Giorgio Pestelli, il n'y a pratiquement aucune tentative dans la musique de Sacchini pour correspondre au romantisme primordial du texte littéraire : « Avec une grande promptitude, Guillard avait présenté à Sacchini un livret imprégné de la première sensibilité romantique, en rassemblant l'étreinte de la nature et de la nuit (« J'aime la sombre horreur de ce séjour sauvage » chante le barbare Arvire), la grâce de la terreur, Ossian, les forêts bretonnes ; mais ce romantisme ne passe pas dans la musique qui reste orientée vers le style héroïque, avec des cadences carrées et de larges intervalles ; ce n'est que dans les chœurs des bardes que l'on perçoit des attardements plus intéressants, ainsi que dans la « symphonie douce et majestueuse » en mi bémol majeur du deuxième acte, imprégnée de cette solennité sacerdotale et maçonnique qui, deux ans plus tard, résonnera dans la Flûte enchantée de Mozart ».

## Personnages et interprètes
| Distribution                                                      | Typologie vocale | Première mondiale, 29 avril 1788           |
| ----------------------------------------------------------------- | ---------------- | ------------------------------------------ |
| Arvire, roi des Silures                                           | basse-taille     | Auguste-Athanase (Augustin) Chéron         |
| Évélina, fille d'Arvire                                           | soprano          | Anne Chéron (née Cameroy)                  |
| Irvin, prince britannique, fils cadet d'Élfrida, reine de Lénox   | ténor            | Étienne Lainez                             |
| Vellinus, prince britannique, fils aîné d'Élfrida, reine de Lénox | baryton          | François Lays                              |
| Messala, général romain                                           | basse-taille     | Moreau                                     |
| Modred, chef des druides                                          | baryton          | Louis-Claude-Armand Chardin (« Chardiny ») |
| Un barde                                                          | ténor            | Martin                                     |
| Un romain                                                         | basse-taille     | Châteaufort                                |
| Chœur : Druides, bardes, soldats romains, soldats britanniques    |                  |                                            |

## Sujet
L'œuvre se déroule sur l'île de Mona (Anglesey).

### Acte I
Scène : « Le Théâtre répresente un clair de Lune , au travers d'un bocage formé par des chénes [sic] ; on voit la Mer agitée. De chaque côté de la Scene sont des rochers. »
Le général romain Messala et ses troupes recherchent le roi britannique Arvire pour le capturer et le faire prisonnier à Rome. Les princes Irvin et Vellinus, fils de la reine de Lénox, Élfrida, britannique mais une alliée récente de Rome, communiquent à Messala l'inanité de ses recherches : retranché dans sa cachette sur l'île de Mona, Arvire est à l'abri des armes ennemies. « Si l'on ne peut soumettre Arvire, par la ruse du moins on pourra le réduire », rétorque Messala. Puis il invite les deux princes à l'aider en suivant les traces de leur mère. Vellinus accepte de trahir Arvire, tandis qu'Irvin est contrarié par l'attitude indigne de son frère. Une fois que les deux ont quitté les lieux, les druides dirigés par Modred entrent pour célébrer leurs rituels sacrés. Modred invite chacun à faire tout son possible pour protéger Arvire des Romains. Quand ce dernier vient, accompagné de sa fille Évélina, il est désespéré, vainement réconforté par la fille. En effet, les Romains, après l'avoir vaincu au combat, ont fait prisonnière sa femme. Certains des druides entraînent alors Irvin et Vellinus sur scène, capturés alors qu'ils se cachent dans les environs, et Vellinus se déclare porteur, avec son frère, des nouvelles de leur mère, désormais prête à s'allier avec Arvire contre les envahisseurs. Ils prétendent avoir pour mission de l'emmener avec eux pour le placer à la tête de l'armée. Le roi se laisse tromper lorsque Vellinus lui dit qu'il a réussi à arracher sa femme aux Romains et qu'il montre dans sa main, pour preuve, la bague de la femme. Rassuré, Arvire suit Vellinus avec impatience.

### Acte II
Scène : « Le Théâtre représente une grotte magique , destinée aux mystères secrets des Druides. »
Modred et ses druides célèbrent le rituel qui leur permet de prédire l'avenir : les présages s'avèrent pourtant mauvais. Évélina fait irruption sur les lieux et fait soupçonner que son père est en danger : la princesse se méfie en effet des deux frères après avoir pris conscience du comportement étrange, plein d'inconfort et de trouble, entretenu par Irvin. Modred convoque alors le roi, Irvin lui-même et Vellinus, et ordonne à l'un des deux princes de certifier solennellement leur bonne foi par un serment sacré sur l'autel divin, choisissant finalement Irvin pour cette tâche. Il est particulièrement tiraillé : d'un côté il est submergé par les doutes sur la justesse des plans de sa mère, d'autant plus qu'il s'est rendu compte qu'il est amoureux d'Évélina, de l'autre il rechigne à l'idée de trahir son frère. La cérémonie de serment est cependant interrompue par l'intervention d'Évélina qui obtient de se retrouver seule avec le prince et l'amène peu à peu à avouer le complot. Arvire revient alors en annonçant que Vellinus s'est enfui dans le camp romain, tandis qu'un barde proclame que les armes ennemies envahissent Mona. À la demande d'Évélina, Irvin propose de prendre le commandement de la défense britannique afin qu'Arvire puisse rester en sécurité dans sa cachette. Le roi et Modred acceptent et le prêtre donne à Irvin épée et casque : l'armée britannique marche vers la bataille.

### Acte III
Scène : « Un autre site , des Rochers élevés et en saillie forment le fond du Théâtre. Du côté gauche est un bocage épais , dans lequel on découvre un autel rustique , de l'autre un souterrain. »
Arvire aimerait participer personnellement au combat, mais il en est dissuadé par les druides qui le cachent dans un cachot souterrain. L'armée romaine, conduite par Messalla et Vellinus, arrive à la recherche d'Arvire. Vellinus, d'ailleurs, est inquiété par son frère dont il redoute les réticences face à la trahison ourdie contre le roi britannique. Quand des nouvelles arrivent du camp, les soldats romains se retrouvent malchanceux sous la contre-attaque des Britanniques menés par Irvin. Messala se précipite alors pour prendre leur tête, laissant Vellinus continuer la chasse à Arvire. Mais le prince commence maintenant à faire preuve de réticence quant à sa participation au complot. Cependant, lorsqu'il entend des bruits venant du sous-sol, il ordonne aux soldats de se cacher en embuscade. Il assiste à l'entrée d'Évélina, venue avec les bardes prier pour le salut de son père. Dans une action soudaine, la princesse est capturée et Vellinus reçoit l'ordre de Messala de la surveiller de près et de la conduire rapidement hors de Mona. Pendant ce temps, la bataille fait rage entre les Romains, menés par Messala lui-même, et les Britanniques menés par Irvin. Modred peut enfin annoncer la victoire de ce dernier à Arvire, tandis qu'Irving entre en scène en traînant Messala enchaîné. Cependant, la communication de ceux-ci qu'Évélina a entre-temps été capturée jette Arvire et Irvin dans le désespoir, du moins jusqu'à l'arrivée de Vellinus. Complètement muté de sa crise de repentir, Vellinus libère la prisonnière entre leurs mains. Face à une telle évolution de la situation, Arvire décide de rendre la pareille avec magnanimité en libérant à son tour les prisonniers romains. Cela conduit Messala à promettre, de son côté, la libération de la femme d'Arvire, et à proposer au roi britannique une alliance avec Rome. L'œuvre se termine par l'octroi de la main d'Évélina au brave Irvin.